# Regnier Arondeaux
Regnier Arondeaux var en holländsk medaljgravör, verksam 1678–1702.
Arondeaux arbeten, av vilka man känner till ett 30-tal, räknas till sin tids främsta. Arondeaux hämtade ämnen från den samtida, särskilt den engelska historien. Av intresse ur svensk synpunkt är en medalj över kung Karl XI och drottning Ulrika Eleonora av Sverige och en över freden i Rijswijk.